# ديفيد بافت
ديفيد بافت هو سياسي أسترالي، ولد في 17 أكتوبر 1942 في سيدني في أستراليا.